# Punct de echivalență
În chimia analitică cantitativă, punctul de echivalență al unei reacții chimice este punctul în care titrarea a ajuns la final, ca urmare a consumării unor echivalenți gram egali de titrant și respectiv de titrat (acid și bază, reducător și oxidant, etc). Cu alte cuvinte, numărul de moli de titrant corespunde la punctul de echivalență cu numărul de moli de titrat, conform stoechiometriei. Indicatorii sunt substanțele care deservesc la observarea acestui punct de echivalență.

## Determinarea lui

Determinarea punctului de echivalenţă se face prin intermediul unui indicator de culoare, schimbarea fiind sesizabilă şi ochiul liber (la punctul de echivalență).

Punctul de echivalență se poate determina, în funcție și de tipul titrării, cu:
- indicator de pH: în acidimetrie, alcalimetrie
- indicator redoxometric: în redoxometrie
- indicator de adsorbție (fluoresceină sau eozină): în argentometrie
- formarea de precipitate: în argentometrie
- formarea de compuși chelați: în complexonometrie